# Nikola Nenow
Nikola Nenow (bulgarisch: Никола Ненов; * 28. August 1907 in Grabowo, Bulgarien; † 12. Dezember 1996) war ein bulgarischer Radrennfahrer.

## Sportliche Laufbahn
Bei den Olympischen Sommerspielen 1936 in Berlin schied er im olympischen Straßenrennen beim Sieg von Robert Charpentier aus. Durch einen Massensturz kurz vor dem Ziel war eine reguläre Ermittlung der Plätze in der Mannschaftswertung nicht möglich, so dass nicht alle Fahrer gewertet wurden und die bulgarische Mannschaft nicht in die Mannschaftswertung kam. 1935 wurde er beim Sieg seines Landsmannes Marin Nikolow Zweiter der Bulgarien-Rundfahrt.